# Third Point
Third Point è un hedge fund con sede a New York fondato da Daniel S. Loeb nel 1995. La società opera come consulente per gli investimenti di proprietà dei dipendenti ed è registrata presso la SEC.
Third Point investe principalmente nei mercati azionari pubblici, obbligazionari e ADR a livello globale e implementa una strategia di investimento che capitalizza le aziende "che stanno attraversando eventi come spin-off o fallimenti e spinge per il cambiamento aziendale". Gestisce inoltre Third Point Reinsurance, una compagnia di riassicurazione danni e danni, e Third Point Offshore Investors, una società di investimento chiusa con sede nel Regno Unito. I fondi di Third Point includono: Third Point Partners, Third Point Opportunities Master Fund, Third Point Ultra Master Fund e Third Point Resources. Third Point Ventures, il suo braccio di capitale, investe in startup tecnologiche, energia alternativa e aziende di tecnologia pulita.
L'azienda, che nel 2023 gestiva un patrimonio (AUM) di 4 miliardi di dollari, ha anche uffici a Sunnyvale, California; Los Angeles, California; Stamford, Connecticut; Bangalore, India; Hong Kong e Londra.

## Storia
Fu fondata nel 1995 come Third Point Management Company da Daniel S. Loeb, un californiano con una strategia definita dalla rivista New York come quella di "acquistare azioni di società in difficoltà", che "è la chiave del suo successo". [4] Nel 2006 Loeb ha cambiato nome alla società in Third Point. Nel 2014 è stato descritto per il coinvolgimento attivo nelle società in cui investe come "uno degli attivisti di maggior successo".

## Partecipazioni

### Massey Energy
Dopo una lotta per procura, Third Point annunciò nel giugno 2006 che Loeb e un alleato, Todd Q. Swanson, sarebbero entrati a far parte del consiglio di amministrazione di Massey Energy, il quarto produttore di carbone degli Stati Uniti. Il New York Times riferì che Third Point possedeva il 5,9% di Massey e che Loeb era stato "in lotta con la società per diversi mesi", criticando la dirigenza e richiamando l'attenzione sui viaggi dei dirigenti alle Bahamas, a Las Vegas e a West Palm Beach, in Florida, sul jet aziendale.
In una nota, Loeb scrisse: "Al CEO di Massey viene fornita una casa di proprietà dell'azienda in cui vivere... Infatti, dopo che lascia l'azienda, la casa gli verrà data come regalo di addio. Nessun altro in azienda riceve un alloggio gratuito, tanto meno un'intera casa come regalo di pensionamento. Che tipo di esempio è quando a un CEO che guadagna 33,7 milioni di dollari in un solo anno viene dato un alloggio gratuito mentre l'azienda ha difficoltà a trattenere i suoi minatori?".

### Terapie Acorda
Nel febbraio 2007, Loeb chiese ad Acorda Therapeutics, in cui Third Point aveva una quota del 9,9%, di vendersi a una grande azienda farmaceutica statunitense, sostenendo che una società più grande con più esperienza "sarebbe stata in grado di accelerare il Fampridine SR", un farmaco per la sclerosi multipla prodotto da Acorda, attraverso il processo di approvazione della Food and Drug Administration (FDA) "e nelle mani dei pazienti in modo più rapido ed efficiente". Sosteneva che se Acorda avesse continuato ad andare avanti da sola o avesse cercato una partnership con un'azienda europea, "sarebbe stata un'ingiustizia tremenda non solo per i pazienti con sclerosi multipla, che dovrebbero ricevere un farmaco così efficace nel modo più rapido possibile, ma anche per i vostri azionisti pubblici, che hanno sostenuto lo sviluppo di Fampridine SR". La sua lettera fece salire le azioni Acorda di quasi il 6,9%.
Acorda rispose con una dichiarazione in cui si indicava che il suo consiglio di amministrazione “valuta continuamente i modi per massimizzare il valore per gli azionisti e per servire al meglio gli interessi di tutti gli azionisti”. Nel maggio 2007, Third Point rivelò di aver abbassato la sua partecipazione in Acorda al 4,1%.

### Yahoo

#### Nomina del Consiglio
Dopo che Third Point rivelò la sua partecipazione in Yahoo l'8 settembre 2011, chiedendo le dimissioni di quattro direttori, Yahoo organizzò una conference call con Loeb, Jerry Yang di Yahoo e uno dei direttori in questione, Roy Bostock. Loeb disse che la conversazione terminò con "l'improvvisa conclusione unilaterale della chiamata da parte del signor Bostock". Bostock, tuttavia, affermò di aver "detto di avere altri azionisti a cui partecipare e di aver concluso la telefonata".
Loeb informò il CEO di Yahoo Scott Thompson in una lettera del marzo 2012 che Third Point voleva quattro posti nel consiglio di amministrazione dell'azienda. All'epoca Third Point possedeva circa il 5,3% dell'azienda. Yahoo cercò di scendere a compromessi accettando uno dei candidati del consiglio di Loeb, Harry Wilson, uno specialista di ristrutturazioni, più "un altro candidato accettabile per entrambe le parti", ma Loeb insistette per essere aggiunto lui stesso al consiglio. Yahoo rifiutò, dicendo a Loeb, secondo il suo stesso racconto, che "la mia esperienza e conoscenza 'non sarebbero state aggiuntive per il consiglio' e che come maggiore azionista esterno di Yahoo, sarei stato 'in conflitto' come direttore. ... Solo in un illogico mondo di Alice nel paese delle meraviglie un azionista sarebbe ritenuto in conflitto dal rappresentare gli interessi di altri azionisti perché è, beh, anche lui un azionista". Loeb accusò che "la valutazione dei nostri candidati da parte del consiglio" rendeva "una presa in giro dei buoni principi di governance aziendale". In risposta all'accusa di Yahoo secondo cui Third Point era un "investitore a breve termine", Loeb ha risposto che "questa scusa 'lungo termine contro breve termine' è una bufala e particolarmente inappropriata nel caso di Yahoo. Se mai c'è stata un'azienda che aveva bisogno di un senso di urgenza, è questa". Loeb ha aggiunto che il "vero problema non è breve termine contro lungo termine, ma riguarda i rappresentanti del consiglio di amministrazione che hanno interessi in gioco ed eserciteranno un sano giudizio aziendale".
In una lettera del maggio 2012 ai direttori di Yahoo, Loeb notò che secondo i documenti depositati da Yahoo presso la Securities and Exchange Commission degli Stati Uniti, il CEO appena assunto Scott Thompson aveva una laurea triennale in contabilità e informatica, mentre una semplice ricerca su Google rivelò che la sua laurea era "solo in contabilità"; Thompson si dimise dieci giorni dopo. Lo stesso giorno, Loeb, Wilson e un altro candidato di Third Point, Michael J. Wolf, furono nominati nel consiglio di amministrazione di Yahoo.

#### Dimissioni dal consiglio
La nomina di Marissa Mayer come CEO per sostituire Thompson fu vista come il culmine degli sforzi di Loeb per trasformare Yahoo. Loeb, Wilson e Wolf presentarono le loro dimissioni dal consiglio di Yahoo nel luglio 2013 e Yahoo riacquistò 40 milioni di azioni da Third Point, lasciando la proprietà dell'hedge fund a meno del 2%; quindi i tre dirigenti dovettero andarsene. Tuttavia, l'hedge fund ottenne un profitto di 1 miliardo di dollari. Marissa Mayer rilasciò una dichiarazione elogiando Loeb: "Daniel Loeb ha avuto la visione di vedere Yahoo per il suo immenso potenziale... Anche se c'è ancora molto lavoro da fare, ci hanno dato una grande base". Steven Davidoff del New York Times osservò che Yahoo "sembrava come merce danneggiata ora che è stata abbandonata da uno dei suoi maggiori investitori, Daniel S. Loeb", notando che il riacquisto di azioni di Yahoo aveva "il sentore di greenmail, o riacquisto di azioni per far andare via un investitore".
Secondo un profilo di Vanity Fair del gennaio 2014, quando Loeb disse a Mayer che voleva vendere "20 milioni di azioni, o un terzo delle sue rimanenti partecipazioni", Mayer affermò che Yahoo avrebbe riacquistato le azioni a un prezzo garantito di $ 29,11 per azione ma solo se avesse venduto 40 milioni di azioni. Questa transazione avrebbe "portato la quota di Loeb al di sotto della soglia del 2 per cento, il che significava che lui e gli altri due rappresentanti avrebbero dovuto lasciare il consiglio". Loeb firmò anche un accordo di standstill nel 2013 che gli impediva di investire come attivista in Yahoo fino al 2018.